# 富蘭克林 (紐約州村)
富蘭克林（英語：Franklin）是位於美國紐約州特拉華縣的村。

## 人口
根據2020年美國人口普查的數據，富蘭克林的面積為0.89平方千米，當中陸地面積為0.88平方千米，而水域面積為0.01平方千米。當地共有人口258人，而人口密度為每平方千米290人。